# 589

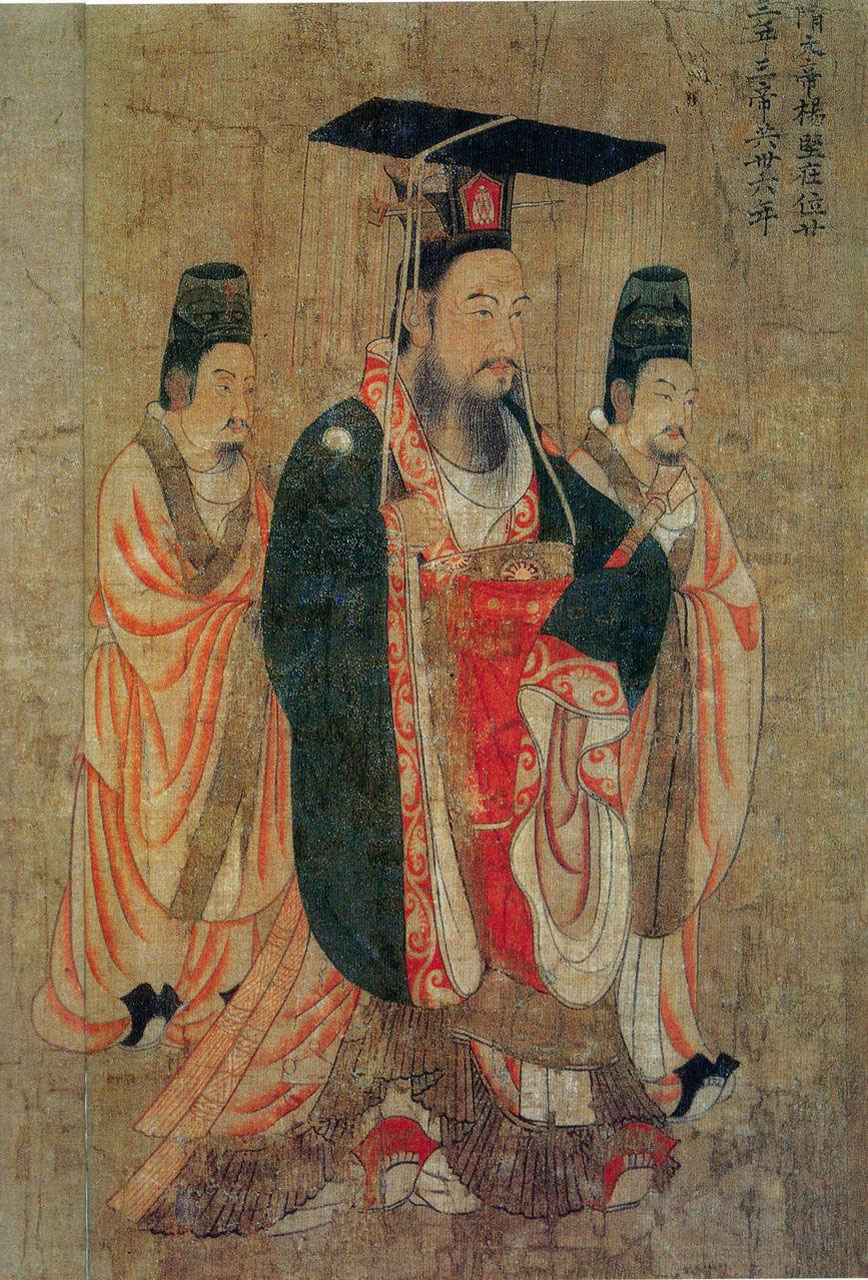
Keizer Wen Di van de Sui-dynastie (541-604)

Het jaar 589 is het 89e jaar in de 6e eeuw volgens de christelijke jaartelling.

## Gebeurtenissen

### Europa
- 15 mei – Koning Authari treedt in het huwelijk met Theodelinde, dochter van de voormalige hertog Garibald I van Beieren. Zij wordt in de hoofdstad Pavia (Noord-Italië) gekroond tot koningin van de Longobarden.
- 17 oktober - De rivier Adige in Noord-Italië treedt zwaar buiten haar oevers. Monnik Petrus Diaconus beschrijft de watersnood van La Cucca.
- Rome wordt getroffen door een pestepidemie. De uitbraak is ontstaan in Spanje en volgt zijn route via Frankrijk en Italië. (waarschijnlijke datum)

### Azië
- De Chendynastie (laatste van de Zuidelijke Dynastieën) houdt op te bestaan: keizer Wen Di van de Suidynastie herenigt het Chinese Keizerrijk en vestigt zijn residentie in Chang'an (huidige Xi'an).

## Religie
- Derde Concilie van Toledo: op verzoek van koning Reccared I wordt in de Visigotische hoofdstad Toledo (Spanje) een concilie gehouden. Op het Iberisch Schiereiland moet het arianisme plaatsmaken voor het katholieke geloof.

## Geboren
- Ramlah bint Abi-Sufyan, echtgenote van Mohammed (overleden 666)

## Overleden
- David, Wels bisschop van Mynyw (of 588)
- Finnian van Moville (94), Iers bisschop
- Goiswintha, koningin van de Visigoten
- Ingoberga, koningin van de Franken
- Waddo, hofmeier van Neustrië